# محمد صلاح بلو
محمد صلاح بلو (بالإنجليزية: Mohammed Salah Belu)‏؛ مواليد 26 سبتمبر 1993 في مكة، السعودية، هو لاعب كرة قدم سعودي يلعب حالياً لنادي الجندل.

## مسيرة اللاعب
لعب سابقاً في الفئات السنية في نادي الوحدة و لعب بعدها في نادي نجران ونادي الأنصار ونادي العربي ونادي الحجاز ونادي هجر ونادي الجبلين ونادي العدالة ونادي الجندل.